# 吉勒·比龙
吉勒·比龙（法語：Gilles Biron，1995年4月13日—），法国男子田径运动员，2022年欧洲田径锦标赛男子4×400米接力铜牌得主、2023年欧洲室内田径锦标赛男子4×400米接力银牌得主、2023年世界田径锦标赛男子4×400米接力银牌得主。